# Tanoh Kpassagnon
Tanoh Kpassagnon (Kalamazoo, Míchigan, 14 de junio de 1994) es un jugador profesional estadounidense de fútbol americano que se desempeña en la posición de defensive end en New Orleans Saints, equipo de la National Football League (NFL).

## Carrera
Fue seleccionado en la segunda ronda en la Reunión Anual de Selección de Jugadores de la NFL de 2017. Hizo su debut profesional con el equipo Kansas City Chiefs, en el cual jugó cuatro temporadas (2017-2021), luego pasó a los New Orleans Saints, donde lleva jugando tres temporadas.